# NGC 6527
NGC 6527 é uma galáxia espiral (Sa) localizada na direcção da constelação de Hercules. Possui uma declinação de +19° 43' 45" e uma ascensão recta de 18 horas, 01 minutos e 46,2 segundos.
A galáxia NGC 6527 foi descoberta em 6 de Junho de 1886 por Lewis A. Swift.